# افرايم إس. وليامز
افرايم إس. وليامز (بالإنجليزية: Ephraim S. Williams)‏ هو سياسي أمريكي، ولد في 7 فبراير 1802 بكونكورد في الولايات المتحدة، وتوفي في 20 يوليو 1890 بفلينت في الولايات المتحدة.